# Tocantinia misera
Tocantinia misera là một loài ruồi trong họ Asilidae. Tocantinia misera được Walker miêu tả năm 1854. Loài này phân bố ở vùng Tân nhiệt đới.